# Pál Simon
Pál Simon (* 31. Dezember 1891 in Budapest; † 25. Februar 1922 ebenda) war ein ungarischer Sprinter.
Bei den Olympischen Spielen 1908 in London schied er über 100 und 200 Meter im Vorlauf aus. In der olympischen Staffel gewann er mit der ungarischen Mannschaft in der Besetzung Simon, Frigyes Mezei, József Nagy und Ödön Bodor die Bronzemedaille.
1908 und 1909 wurde er jeweils über 100 und 220 Yards ungarischer Meister.